# Erik Fredriksson
Erik Fredriksson (Tidaholm, 1943. február 13. –) svéd nemzetközi labdarúgó-játékvezető. Egyéb foglalkozása: kereskedelmi igazgató.

## Pályafutása

### Labdarúgóként
Serdülő korától egészen ifjúsági koráig, 1953-1958 között a Tidaholm Floccus egyesületben játszott.

### Nemzeti játékvezetés
A játékvezetői vizsgát 1962-ben tette le. A küldési gyakorlat szerint rendszeres partbírói tevékenységet is végzett. 1971-ben lett az I. Liga játékvezetője. A nemzeti játékvezetéstől 1989-ben vonult vissza. Első ligás mérkőzéseinek száma: 167.

### Nemzetközi játékvezetés
A Svéd labdarúgó-szövetség Játékvezető Bizottsága (JB) terjesztette fel nemzetközi játékvezetőnek, a Nemzetközi Labdarúgó-szövetség (FIFA) 1973-tól tartotta nyilván bírói keretében. A FIFA JB központi nyelvei közül a angolt beszéli. Több nemzetek közötti válogatott és klubmérkőzést vezetett, vagy működő társának partbíróként segített. A svéd nemzetközi játékvezetők rangsorában, a világbajnokság-Európa-bajnokság sorrendjében többedmagával a 2. helyet foglalja el 26 találkozó szolgálatával. Az UEFA által szervezett labdarúgó kupasorozatokban összesen 56 mérkőzést vezetett, amivel a 11. helyen áll. Az aktív nemzetközi játékvezetést 1989-ben a FIFA 45 éves korhatárának elérésével befejezte. Válogatott mérkőzéseinek száma: 45.

#### Labdarúgó-világbajnokság
Három világbajnoki döntőhöz vezető úton Spanyolországba a XII., az 1982-es labdarúgó-világbajnokságra, Mexikóba a XIII., az 1986-os labdarúgó-világbajnokságra és Olaszországba a XIV., az 1990-es labdarúgó-világbajnokságra a FIFA JB játékvezetőként alkalmazta. A FIFA JB elvárása szerint, ha nem vezetett, akkor partbíróként tevékenykedett. 1982-ben három csoportmérkőzésen egyes számú besorolást kapott, játékvezetői sérülés esetén továbbvezethette volna a találkozót. 1986-ban két csoportmérkőzés közül az egyiken egyes számú besorolást kapott, majd a döntőben szintén egyes beosztási küldésben részesült. 1990-ben a nyitótalálkozóval kezdett. Sir Stanley Rous a FIFA volt elnöke a nyitómérkőzés vezetésével kapcsolatban az alábbit nyilatkozta: "Már az a játékvezető is megtisztelve érezheti magát, aki a nagy világverseny első mérkőzését dirigálhatja. Egy nagy színjáték prológusaként irányt szabhat a többi kollégájának". Egy csoportmérkőzésen egyes partbírói pozícióban tevékenykedett. Világbajnokságokon vezetett mérkőzéseinek száma: 4 + 7 (partbíró).

##### 1982-es labdarúgó-világbajnokság

###### Selejtező mérkőzés
| Időpont            | Helyszín                        | Mérkőzés típusa           | Mérkőzés                  | Eredmény | Nézők száma |
| ------------------ | ------------------------------- | ------------------------- | ------------------------- | -------- | ----------- |
| 1980. december 3.  | Evžena Rošického Stadion, Prága | előselejtező (3. csoport) | Csehszlovákia–Törökország | 2 : 0    | 8 500       |
| 1981. november 22. | Rheinstadion, Düsseldorf        | előselejtező (1. csoport) | NSZK–Bulgária             | 4 : 0    | 55 000      |

###### Világbajnoki mérkőzés
| Időpont          | Helyszín                      | Mérkőzés típusa              | Mérkőzés                   | Eredmény | Nézők száma |
| ---------------- | ----------------------------- | ---------------------------- | -------------------------- | -------- | ----------- |
| 1982. június 17. | La Romereda Stadion, Zaragoza | csoportmérkőzés (E. csoport) | Észak-Írország–Jugoszlávia | 0 : 0    | 25 000      |

##### 1986-os labdarúgó-világbajnokság

###### Selejtező mérkőzés
| Időpont            | Helyszín                               | Mérkőzés típusa           | Mérkőzés                  | Eredmény | Nézők száma |
| ------------------ | -------------------------------------- | ------------------------- | ------------------------- | -------- | ----------- |
| 1984. október 17.  | Ramón Sánchez Pizjuán Stadion, Sevilla | előselejtező (7. csoport) | Spanyolország–Wales       | 3 : 0    | 42 500      |
| 1985. április 3.   | Olimpiai Stadion, Koševo               | előselejtező (4. csoport) | Jugoszlávia–Franciaország | 0 : 0    | 53 500      |
| 1985. november 13. | Wembley Stadion, London                | előselejtező (3. csoport) | Anglia–Észak-Írország     | 0 : 0    | 70 500      |
| 1985. november 29. | King Fahd Stadion, Taif                | Ázsia(AFC) zónadöntő      | Irak–Szíria               | 3 : 1    | 4 500       |

###### Világbajnoki mérkőzés
| Időpont          | Helyszín                    | Mérkőzés típusa              | Mérkőzés             | Eredmény | Nézők száma |
| ---------------- | --------------------------- | ---------------------------- | -------------------- | -------- | ----------- |
| 1986. május 31.  | Azteca Stadion, Mexikóváros | csoportmérkőzés (A. csoport) | Bulgária–Olaszország | 1 : 1    | 100 000     |
| 1986. június 15. | Sergio Leon Stadion, León   | egyik nyolcaddöntő           | Szovjetunió–Belgium  | 3 : 4    | 32 000      |

##### 1990-es labdarúgó-világbajnokság

###### Selejtező mérkőzés
| Időpont             | Helyszín                      | Mérkőzés típusa           | Mérkőzés                    | Eredmény | Nézők száma |
| ------------------- | ----------------------------- | ------------------------- | --------------------------- | -------- | ----------- |
| 1988. november 19.  | JNA Stadion, Belgrád          | előselejtező (5. csoport) | Jugoszlávia–Franciaország   | 3 : 2    | 7 489       |
| 1989. április 26.   | De Kuip Stadion, Rotterdam    | előselejtező (4. csoport) | Hollandia–NSZK              | 1 : 1    | 50 500      |
| 1989. szeptember 6. | Windsor Park Stadion, Belfast | előselejtező (6. csoport) | Észak-Írország–Magyarország | 1 : 2    | 8 000       |

###### Világbajnoki mérkőzés
| Időpont          | Helyszín                  | Mérkőzés típusa              | Mérkőzés              | Eredmény | Nézők száma |
| ---------------- | ------------------------- | ---------------------------- | --------------------- | -------- | ----------- |
| 1990. június 13. | San Paolo Stadion, Nápoly | csoportmérkőzés (B. csoport) | Argentína–Szovjetunió | 2 : 0    | 56 000      |

#### Labdarúgó-Európa-bajnokság
Öt európai-labdarúgó torna döntőjéhez vezető úton Jugoszláviába az V., az 1976-os labdarúgó-Európa-bajnokságra, Olaszországba a VI., az 1980-as labdarúgó-Európa-bajnokságra, Franciaországba a VII., az 1984-es labdarúgó-Európa-bajnokságra, Német Szövetségi Köztársaságba a VIII., az 1988-as labdarúgó-Európa-bajnokságra és Svédországba a IX., az 1992-es labdarúgó-Európa-bajnokságra az UEFA JB játékvezetőként foglalkoztatta.

##### 1976-os labdarúgó-Európa-bajnokság

###### Selejtező mérkőzés
| Időpont           | Helyszín                 | Mérkőzés típusa           | Mérkőzés          | Eredmény | Nézők száma |
| ----------------- | ------------------------ | ------------------------- | ----------------- | -------- | ----------- |
| 1975. október 12. | Központi Stadion, Lipcse | előselejtező (7. csoport) | NDK–Franciaország | 2 : 1    | 28 544      |

##### 1980-as labdarúgó-Európa-bajnokság

###### Selejtező mérkőzés
| Időpont              | Helyszín                   | Mérkőzés típusa           | Mérkőzés                | Eredmény | Nézők száma |
| -------------------- | -------------------------- | ------------------------- | ----------------------- | -------- | ----------- |
| 1978. szeptember 20. | Olimpiai Stadion, Helsinki | előselejtező (6. csoport) | Finnország–Magyarország | 2 : 1    | 4 797       |
| 1979. november 22.   | Wembley Stadion, London    | előselejtező (1. csoport) | Anglia–Bulgária         | 2 : 0    | 71 491      |

##### 1984-es labdarúgó-Európa-bajnokság

###### Selejtező mérkőzés
| Időpont              | Helyszín                      | Mérkőzés típusa           | Mérkőzés                | Eredmény | Nézők száma |
| -------------------- | ----------------------------- | ------------------------- | ----------------------- | -------- | ----------- |
| 1983. szeptember 21. | Windsor Park Stadion, Belfast | előselejtező (6. csoport) | Észak-Írország–Ausztria | 3 : 1    | 18 013      |
| 1983. december 14.   | Ninian Park Stadion, Cardiff  | előselejtező (4. csoport) | Wales–Jugoszlávia       | 1 : 1    | 24 000      |

###### Európa-bajnoki mérkőzés
| Időpont          | Helyszín                     | Mérkőzés típusa              | Mérkőzés            | Eredmény | Nézők száma |
| ---------------- | ---------------------------- | ---------------------------- | ------------------- | -------- | ----------- |
| 1984. június 13. | Felix Bollaert Stadion, Lens | csoportmérkőzés (A. csoport) | Belgium–Jugoszlávia | 2 : 0    | 40 000      |

##### 1988-as labdarúgó-Európa-bajnokság

###### Selejtező mérkőzés
| Időpont              | Helyszín                      | Mérkőzés típusa           | Mérkőzés            | Eredmény | Nézők száma |
| -------------------- | ----------------------------- | ------------------------- | ------------------- | -------- | ----------- |
| 1986. szeptember 10. | Hampden Park Stadion, Glasgow | előselejtező (7. csoport) | Skócia–Bulgária     | 0 : 0    | 35 076      |
| 1987. április 29.    | Központi Stadion, Kijev       | előselejtező (3. csoport) | Szovjetunió–NDK     | 2 : 0    | 95 000      |
| 1987. november 11.   | Sparta Stadion, Prága         | előselejtező (6. csoport) | Csehszlovákia–Wales | 2 : 0    | 6 443       |

###### Európa-bajnoki mérkőzés
| Időpont          | Helyszín                       | Mérkőzés típusa              | Mérkőzés                  | Eredmény | Nézők száma |
| ---------------- | ------------------------------ | ---------------------------- | ------------------------- | -------- | ----------- |
| 1988. június 14. | Waldstadion, Frankfurt am Main | csoportmérkőzés (A. csoport) | Olaszország–Spanyolország | 1 : 0    | 51 790      |

##### 1992-es labdarúgó-Európa-bajnokság

###### Selejtező mérkőzés
| Időpont             | Helyszín                         | Mérkőzés típusa           | Mérkőzés             | Eredmény | Nézők száma |
| ------------------- | -------------------------------- | ------------------------- | -------------------- | -------- | ----------- |
| 1990. október 17.   | Lansdowne Road Stadion, Dublin   | előselejtező (7. csoport) | Írország–Törökország | 5 : 0    | 46 000      |
| 1991. március 27.   | Hampden Park Stadion, Glasgow    | előselejtező (2. csoport) | Skócia–Bulgária      | 1 : 1    | 33 119      |
| 1991. november 20.. | Parc des Princes Stadion, Párizs | előselejtező (1. csoport) | Franciaország–Izland | 3 : 1    | 27 381      |

##### Brit Bajnokság
1882-ben az Egyesült Királyság brit tagállamainak négy szövetség úgy döntött, hogy létrehoznak egy évente megrendezésre kerülő bajnokságot egymás között. Az utolsó bajnoki idényt 1983-ban tartották meg.
| Időpont         | Helyszín                | Mérkőzés típusa | Mérkőzés      | Eredmény |
| --------------- | ----------------------- | --------------- | ------------- | -------- |
| 1983. június 1. | Wembley Stadion, London | csoportmérkőzés | Anglia–Skócia | 2 : 0    |

#### Ázsia-kupa
Katar rendezte a 9., az 1988-as Ázsia-kupa labdarúgó tornát, ahol az AFC JB felkérésre a FIFA JB delegálta.

##### 1988-as Ázsia-kupa
| Időpont            | Helyszín               | Mérkőzés típusa              | Mérkőzés                      | Eredmény |
| ------------------ | ---------------------- | ---------------------------- | ----------------------------- | -------- |
| 1988. december 2.  | Qatar SC Stadion, Doha | csoportmérkőzés (B. csoport) | Szaúd-Arábia–Szíria           | 2 : 0    |
| 1988. december 5.  | Qatar SC Stadion, Doha | csoportmérkőzés (A. csoport) | Katar–Egyesült Arab Emírségek | 2 : 1    |
| 1988. december 10. | Al-Ahly Stadion, Doha  | csoportmérkőzés (B. csoport) | Kína–Kuvait                   | 2 : 2    |

#### Nemzetközi kupamérkőzések
Vezetett kupadöntők száma: 2

##### Bajnokcsapatok Európa-kupája
A 30. játékvezető – az első svéd – aki BEK döntőt vezetett. 
| Időpont         | Helyszín               | Mérkőzés típusa | Mérkőzés          | Eredmény | Nézők száma |
| --------------- | ---------------------- | --------------- | ----------------- | -------- | ----------- |
| 1984. május 30. | Olimpiai Stadion, Róma | döntő           | Liverpool–AS Roma | 1 : 1    | 69 693      |

##### UEFA-kupa
| Időpont           | Helyszín                       | Mérkőzés típusa        | Mérkőzés                         | Eredmény |
| ----------------- | ------------------------------ | ---------------------- | -------------------------------- | -------- |
| 1985. március 20. | Sóstói Stadion, Székesfehérvár | negyeddöntő visszavágó | Videoton FC–Manchester United FC | 1 : 0    |

##### Interkontinentális kupa
| Időpont            | Helyszín               | Mérkőzés típusa | Mérkőzés                               | Eredmény | Nézők száma |
| ------------------ | ---------------------- | --------------- | -------------------------------------- | -------- | ----------- |
| 1989. december 17. | Nemzeti Stadion, Tokió | döntő           | AC Milan–Atlético Nacional (kolumbiai) | 1 : 0    | 60 228      |

#### A magyar labdarúgó-válogatott mérkőzései (1902–1929)
| Időpont              | Helyszín                | Mérkőzés típusa        | Mérkőzés            | Eredmény | Nézők száma |
| -------------------- | ----------------------- | ---------------------- | ------------------- | -------- | ----------- |
| 1990. szeptember 12. | Wembley Stadion, London | felkészülési találkozó | Anglia–Magyarország | 1 : 0    | 51459       |

## Szakmai sikerek
- 1992-ben a nemzetközi játékvezetés hírnevének erősítése, hazájában 10 éve a legmagasabb Ligában (osztályban) folyamatosan tevékenykedő, eredményes pályafutása elismeréseként, a FIFA JB felterjesztésére az 1965-ben alapított International Referee Special Award címmel és oklevéllel tüntette ki.
- A IFFHS (International Federation of Football History & Statistics) 1987-2011 évadokról tartott nemzetközi szavazásán 151, játékvezető besorolásával minden idők 28, legjobb bírójának rangsorolta. A 2008-as szavazáshoz képest 4 pozíciót hátrább lépett.

## Külső hivatkozások
- Erik Fredriksson. World Referee. [2011. december 27-i dátummal az eredetiből archiválva]. (Hozzáférés: 2011. április 16.)
- Erik Fredriksson. footballzz.com. (Hozzáférés: 2041. augusztus 2.)
- Erik Fredriksson. footballdatabase.eu. (Hozzáférés: 2011. április 16.)
- Erik Fredriksson. scoreshelf.com. [2015. április 6-i dátummal az eredetiből archiválva]. (Hozzáférés: 2011. április 16.)
- Erik Fredriksson. weltfussball.de. (Hozzáférés: 2011. április 16.)
- Erik Fredriksson. football-lineups.com. (Hozzáférés: 2011. április 16.)

| Elődje: Jesús Díaz | Interkontinentális kupa döntő 1989 | Utódja: José Roberto Wright |